# La Force conjointe du G5 Sahel
la Force conjointe du G5 Sahel oder FC-G5S ist eine Multinationale Einheit der G5 Sahel. Gegründet wurde die Einheit 2017, um terroristische Aktivitäten innerhalb der G5 Sahel zu bekämpfen. Einsatzfähig war die Einheit im März 2018. Gebilligt wurde die Einheit von der Resolution 2391 des UN-Sicherheitsrats. Neben den Vereinten Nationen wird die Einheit auch von der EU und der Afrikanischen Union unterstützt. Operationsgebiet sind vor allem die Gemeinsamen Grenzen der Teilnehmerstaaten und mit einem Streifen von 50 km. Das Verbundkommando ist in Sevaré, Mali stationiert. Daneben gibt es drei regionale Sektoren: Mit dem Sektor Zentrum stationiert in Niamey, Niger, bestehend aus drei Bataillonen aus Mali, Niger und Burkina Faso, dem Sektor Ost stationiert in Wour, Tschad, bestehend aus zwei Bataillonen aus dem Niger und Tschad, und dem Sektor West stationiert in N’beiket, Mauretanien, bestehend aus zwei Bataillonen aus Mali und Mauretanien. Das Tschadische Bataillon bestand im Jahr 2020 aus 750 Soldaten. In diesem Jahr wurde noch ein weiteres Bataillon von etwa 1000 Soldaten in dem Sektor Zentrum angekündigt. Tatsächlich wurden 2021 1200 Soldaten in den Sektor geschickt. Im gleichen Jahr kündigte der Tschad dann an, von diesen 1200 Soldaten die Hälfte wieder abzuziehen. Im April 2022 hat der Tschad heimlich seine Soldaten, welche in Niger stationiert waren, abgezogen und dabei sogar Geräte zurückgelassen.
Nach den Wirren generell in der Sahel Region mit mehreren Militärputschen, vor allem in Mali, hat das Land im Juli 2022 seinen Rückzug aus dem FC-G5S angekündigt. Zudem wurde das Hauptquartier nach N’Djamena verlegt.

## Kommandeure
Folgende Kommandeure hatten die FC-G5S kommandiert
- Didier Dacko (2017–2018)[10][11]
- Hanena Ould Sidi (2018)[10][12]
- Oumar Bikimo (Stellvertreter, seit 2018)[10]
- Oumarou Namata (seit 2019)[13]